# Caenocryptoides tarsalis
Caenocryptoides tarsalis är en stekelart som först beskrevs av Matsumura 1912.  Caenocryptoides tarsalis ingår i släktet Caenocryptoides och familjen brokparasitsteklar. Inga underarter finns listade.